# ABBA: 16 Hits
ABBA: 16 Hits es una compilación de lss 16 mejores canciones de ABBA lanzado en junio de 2006 junto con el CD ABBA: 18 Éxitos.

## Vídeos
- 1. The Winner Takes It All (1980)
- 2. Gimme! Gimme! Gimme! (A Man After Midnight) (1979)
- 3. The Name Of The Game (1977)
- 4. I Do, I Do, I Do, I Do, I Do (1975)
- 5. S.O.S.(1975)
- 6. Thank You For The Music (1978)
- 7. Dancing Queen (1976)
- 8. Chiquitita (1979)
- 9. The Day Before You Came (1982)
- 10. On And On And On (1980)
- 11. Voulez-Vous (1979)
- 12. Does Your Mother Know? (1979)
- 13. Happy New Year (1980)
- 14. Waterloo (1974)
- 15. Knowing Me, Knowing You (1977)
- 16. When All Is Said And Done (1981)

## Posicionamiento
| Listas              | Posición |
| ------------------- | -------- |
| Hungría DVD Chart   | 6        |
| Estonia DVD Chart   | 23       |
| Australia DVD Chart | 20       |
| Francia DVD Chart   | 41       |
| México DVD Chart    | 42       |

- Datos: Q8182776